# Marcha del orgullo
Una Marcha del orgullo (también conocida como Desfile del Orgullo) es una manifestación festiva que congrega a integrantes de las poblaciones LGBTI (lesbianas, gais, bisexuales, personas trans e intersexuales) y que se realiza de forma anual en la calle de distintas ciudades del mundo. El objetivo principal de estas marchas es exhibir y expresar con orgullo, en público, la diversidad de orientaciones sexuales e identidades de género, con el fin de que la sociedad se familiarice y acepte con naturalidad la dignidad de las sexualidades e identidades de género tradicionalmente perseguidas y reprimidas. La Marcha del Orgullo suele integrar un programa más amplio de eventos LGBT, que pueden denominarse «semana del Orgullo», «mes del Orgullo», «festival del Orgullo», o denominaciones equivalentes que suelen utilizar la palabra «orgullo», muchas veces en inglés (Roma Pride, Johannesburg Pride, Shanghái Pride, EuroPride, WorldPride).
La convocatoria a «salir» que sostienen las marchas, se relaciona también con la crucial decisión de «salir del armario» para dar a conocer sin sentimientos de vergüenza la propia sexualidad a familiares, amistades y la comunidad en general. Las marchas suelen expresar también los reclamos de los diversos colectivos LGBTI. Su fecha varía entre países y ciudades, pero en muchos casos suele realizarse en lo que se considera Día Internacional del Orgullo (28 de junio), o en días cercanos. Algunas ciudades y países han prohibido o restringido la realización de la Marcha del Orgullo. Katherine McFarland Bruce sostiene que las marchas del orgullo, con su estilo festivo, «cambiaron el mundo», logrando avances notables contra la discriminación y la estigmatización de las personas LGBTIQ+.
En los últimos años han aparecido críticas hacia las marchas y eventos del orgullo, debido a la mercantilización y la falta de inclusión de los grupos sociales más vulnerables, afectados por un nuevo fenómeno conocido como homonormatividad. Debido a ello han llevado al surgimiento de marchas y eventos del orgullo, que ponen el acento en la desigualdad y la exclusión, como la UK Black Pride (Orgullo Negro del Reino Unido), que se realiza un día después de la Marcha del Orgullo y se ha vuelto la mayor expresión pública de Europa para las personas LGBTQ con ascendencia africana, asiática, de medio oriente, latinoamericana y caribeña.

## Historia
Las primeras marchas del orgullo se realizaron en 1970 en Nueva York, Los Ángeles, San Francisco y Chicago, en ocasión del aniversario de los Disturbios de Stonewall. Mientras que en Los Ángeles, la marcha adquirió un tono festivo y abierto, en Nueva York fue concebida como un acto militante. En ese momento, el New York Times recogió el testimonio de una de las personas que participaron de la marcha: 

Tenemos que salir al espacio público y dejar de sentir vergüenza, de lo contrario la gente nos va a tratar como freaks. Esta marcha es una afirmación y declaración de nuestro nuevo orgullo.

La marcha neoyorquina fue organizada por el Frente de Liberación Gay (Gay Liberation Front) dirigido por Craig Rodwell, Ellen Broidy y Brenda Howard -una militante bisexual conocida como la «Madre del Orgullo»-, reuniendo a unas 2000 personas que caminaron desde el bar Stonewall en el Greenwich Village al Central Park, bajo el eslogan oficial de «¡Salgan!» (Come Out!). Mark Segal, uno de los organizadores de la primera Marcha del Orgullo, señala que las marchas no fueron un simple movimiento de protesta, sino que crearon una comunidad LGBT.
Dos años después, el 29 de abril de 1972, se realizó en Münster, Alemania, la primera marcha del orgullo realizada en Europa, con una concurrencia de 200 personas. Tres meses después se realizó en Londres la primera marcha del orgullo de Inglaterra, con 2000 asistentes.
El 28 de junio de 1977, antes de que se restaurara la democracia, unas 4000 personas realizaron la primera marcha del orgullo en España, en Barcelona, organizada por el Front d'Alliberament Gai de Catalunya (Frente de Liberación Gay de Cataluña), que fue también la primera en un país de habla hispana.
El 29 de junio de 1979 se realizó en Ciudad de México, escoltada y limitada por la policía, la primera Marcha del Orgullo definida como tal, llevada adelante en América Latina. Fue organizada por el Frente Homosexual de Acción Revolucionaria (FHAR) y el Grupo Lambda de Liberación Homosexual, fundado por la escritora Claudia Hinojosa.
En 13 de octubre de 1990 se realizó en Johannesburgo, Sudáfrica la primera Marcha del Orgullo concretada en suelo africano por unas 800 personas. Por entonces comenzaba a entrar en crisis el régimen racista del apartheid. Fue organizada por GLOW y de la manifestación el ministro gay Hendrik Pretorius, de la Iglesia Holandesa Reformada. En su discurso de ese día, Simon Nkoli dijo:

Estoy luchando por la abolición del apartheid. Y lucho por el derecho a la libertad de orientación sexual. Ambas luchas están inextricablemente unidas. No puedo ser libre como un hombre negro, si no soy libre como un hombre gay.
Simon Nkoli

El 2 de julio de 1992 se organizó la primera Marcha del Orgullo LGBT de Buenos Aires, Argentina, la primera en América del Sur, con una participación de unas 300 personas, muchas de las cuales usaban máscaras de cartón para no ser reconocidos; se realizó bajo la consigna «Libertad, Igualdad, Diversidad» y se realizó desde Plaza de Mayo hasta el Congreso de la Nación; con posterioridad la marcha comenzó a realizarse cada año en noviembre, en conmemoración de la primera organización LGBT argentina.
El 4 de julio de 1993 se realizó en Tel Aviv un evento público en el Jardín Sheinkin, donde se colocó un armario de madera para que los asistentes salieran de él y declararan públicamente su orientación LGBT. El hecho fue el antecedente inmediato para realizar a partir de 1998 anualmente una Marcha del Orgullo que se convertiría en una de las más multitudinarias de Asia. Ese mismo año se realizó en Berlín, la primera edición del Festival Lesbiano y Gay de la Ciudad (Lesbisch-schwules Stadtfest Berlin), que se convertiría en la mayor marcha callejera del orgullo de Europa.

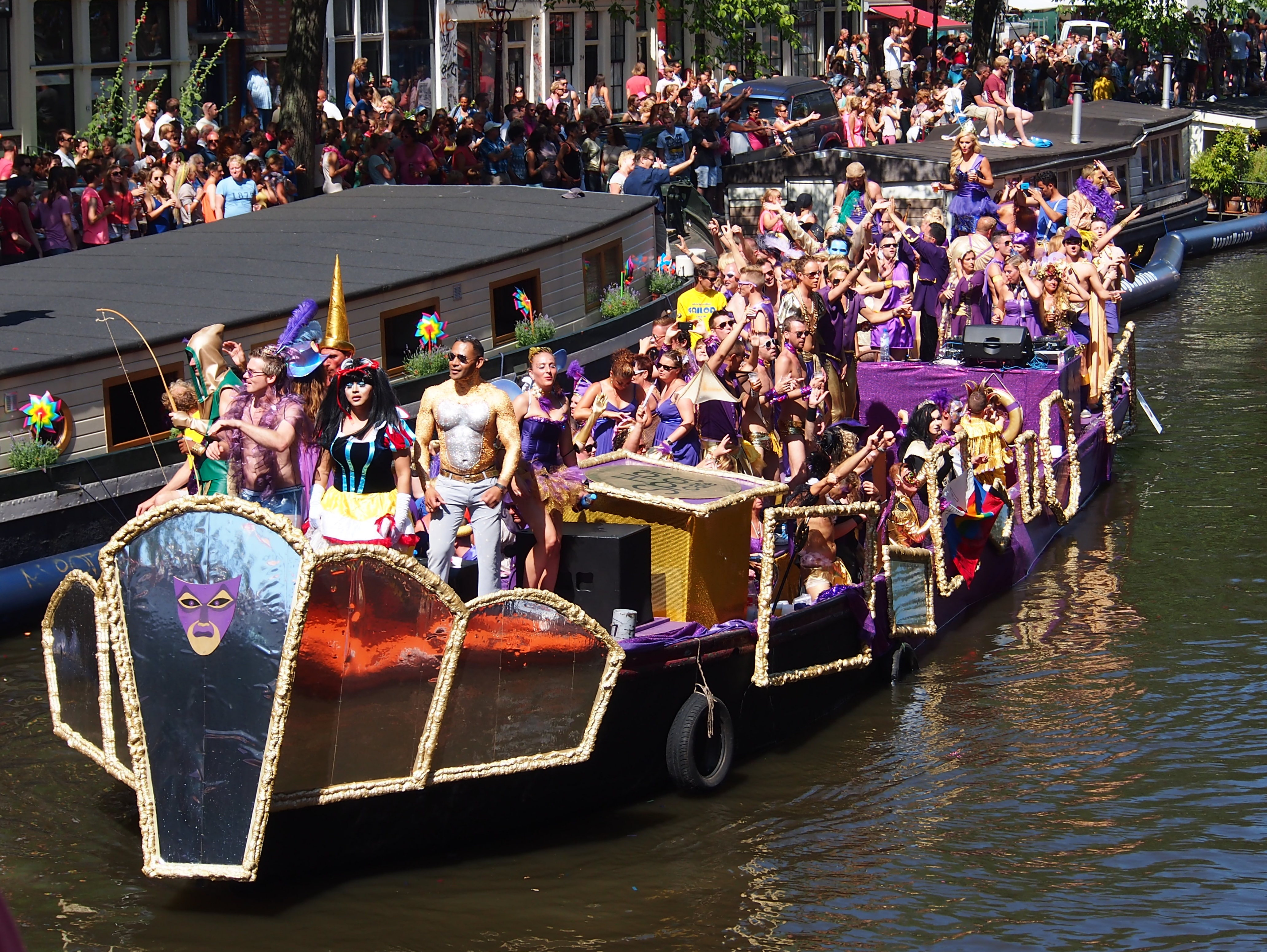
El desfile en bote por los canales durante el Orgullo de Ámsterdam.

En 1996 se llevó a cabo la primera marcha del orgullo en Ámsterdam, que incluye un desfile en bote por los canales. El 28 de junio de 1997 se realizó la Marcha del Orgullo LGBT de São Paulo (Parada do orgulho LGBT de São Paulo) -que se volvería la más numerosa del mundo- bajo el lema «Somos muchos, estamos en todas las profesiones» (Somos muitos, estamos em todas as profissões).
El 2 de julio de 1999 se realizó la Caminata del Orgullo del Arco Iris de Kolkata (Kolkata Rainbow Pride Walk), ciudad conocida como Calcuta en español. Se trató de la primera Marcha del Orgullo del Asia oriental y de ella participaron solo 15 personas. La marcha en Kolkata impulsó la realización de marchas en otras ciudades de India, alcanzando a 21 ciudades en 2019.
En 2005 la Marcha del Orgullo de Jerusalén fue atacada por un grupo judío ortodoxo, entre quienes había un terrorista que acuchilló a tres manifestantes «en nombre de Dios». En 2015 el mismo terrorista, quién había sido liberado por la justicia, volvió a atacar la Marcha acuchillando a seis manifestantes, de los cuales resultó asesinada la joven Shira Banki, de 16 años. La Marcha del Orgullo en Jerusalén ha sufrido constantes presiones de la legislatura, el gobierno israelí y los grupos fundamentalistas judíos, para que no sea realizada en Jerusalén.
En 2017 se lanzó Beirut Pride (Orgullo de Beirut), en Beirut, Líbano, que significó realizar por primera vez en un país árabe un evento anual LGBT, incluyendo una marcha del orgullo, que fue prohibida. Beirut Pride, aun con múltiples restricciones pudo consolidarse como evento anual.

## Panorama actual
La Marcha del Orgullo se ha vuelto una manifestación callejera festiva en gran cantidad de ciudades y países, con la participación de decenas de millones de personas.

### América anglosajona
En la América anglosajona, la marcha se ha generalizado y se realiza en gran cantidad de ciudades, con manifestaciones multitudinarias, entre las que se destacan las de Nueva York, Chicago, Los Ángeles y San Francisco. La gran mayoría se realiza en junio, aunque en fechas distintas, mientras algunas de ellas se realizan en abril (Miami), julio (San Diego), agosto (Austin, Texas; Bloomington, Indiana), octubre (Atlanta, en coincidencia con el Día Nacional de la Salida del Armario; Orlando) La marcha suele formar parte de un programa de actividades de contenido LGBT que a veces se extiende por días y semanas. Pese a los avances en el reconocimiento de los derechos de las personas LGBT en Estados Unidos, los actos de violencia por homo-lesbo-transfobia aumentan notablemente en las fechas en que se realizan las marchas del orgullo. En Canadá se realizan masivas marchas del orgullo en todas las grandes ciudades, de mayo a octubre, destacándose la Marcha del Orgullo de Montreal, que también es la más numerosa del mundo francófono.

### Asia
En Asia las marchas del orgullo se han extendido a partir del inicio del siglo XXI. Las mayores marchas se realizan en Taiwán, iniciada en 2003 y que en 2019 reunió a 200.000 personas, y en Tel Aviv, iniciada en 1979, donde participa un número similar. En India se realizan marchas del orgullo poco numerosas en una veintena de ciudades, mientras en China se destaca la Bicicleteada del Arcoíris (Rainbow Bike Ride) de Shanghái que se realiza desde 2015. Japón realiza marchas del orgullo desde 1994, destacándose la marcha que se realiza en el marco del festival del Orgullo del Arcoíris de Tokio (Tokyo Rainbow Pride), de la que participaron 10.000 personas en 2019. El movimiento LGBT de Nepal organizó en 2019 su primera marcha del orgullo en Katmandú, con una asistencia de 400 personas. En Corea del Sur se realiza la marcha del orgullo desde 1999, llegando en 2019 a convocar 70.000 participantes. En 2018 Timor Oriental realizó su primera marcha del orgullo. En 2012 Vietnam celebró su primera marcha, incluyendo bicicleteadas, como en Japón y China, en un marco de franco avance del movimiento LGBT, que hacia 2019 se realizaba en más de treinta ciudades.

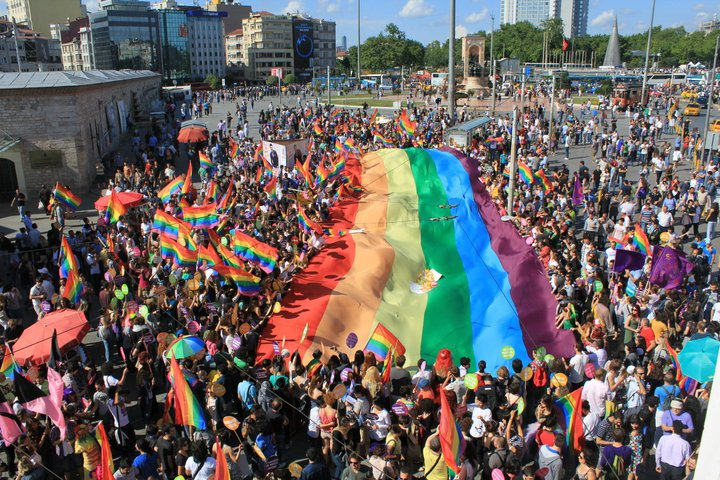
Marcha del Orgullo en Estambul (Turquía), uno de los países de población musulmana en los que ha logrado establecerse.

### Mundo árabe y países musulmanes
En el mundo árabe y los países con población musulmana, hay grandes restricciones legales y culturales que han impedido la realización de marchas y eventos LGBT. En Arabia Saudita, Kuwait, Emiratos Árabes Unidos, Irán, Irak, Siria, Afganistán, Brunéi y Libia nunca se intentó realizar un marcha del orgullo; las marchas y toda exhibición relacionada con las orientaciones LGBT están prohibidas con graves penas de prisión. Pese a las restricciones, las comunidades LGBT de algunos de dichos países han empezado a organizar marchas y festivales del orgullo. En Beirut, Líbano, se realiza desde 2017, por primera vez en un país árabe, un programa anual festivo del orgullo, que incluye una marcha, pero que ha sido sistemáticamente prohibida por las autoridades en todas las ediciones. En Estambul, Turquía se realiza una marcha del orgullo desde 2003. En Marruecos activistas LGBT se trasladaron en 2014 a Francia para participar públicamente como marroquíes en la Marcha del Orgullo de París (Marche des Fiertés LGBT). En Egipto nunca se realizó una marcha del orgullo, pero llegó a planearse realizar una en la Plaza de la Liberación durante la Revolución de 2011, que permitió por primera vez que la militancia LGBT se mostrara públicamente; aunque la persecución del gobierno y los medios de comunicación contra las personas LGBT empeoró desde que tomó el poder Abdelfatah El-Sisi en 2014. En Túnez nunca se ha realizado una marcha del orgullo, pero luego de la Revolución tunecina de 2011, han comenzado a ser reconocidas las organizaciones LGBT, llegándose a realizar un festival y marchas reclamando por los derechos LGBT. En Argelia tampoco se ha hecho una marcha del orgullo, pero desde 2012 la organización LGBT Alouen (Colores en árabe) realiza cada 10 de octubre una manifestación pública en las redes sociales llamada TenTen, considerada como el "Orgullo LGBT argelino". La comunidad LGBT de Indonesia tampoco ha logrado organizar una marcha del orgullo, pero las organizaciones LGBT han buscado visibilidad llevando carteles y banderas LGBT a las principales manifestaciones masivas que se realizan en el país.

### África subsahariana
En África Subsahariana en la década de 2010 se comenzaron a realizar marchas y festivales del orgullo, de la mano de la organización de los colectivos LGBT, así como la tendencia de varios gobiernos a comenzar a derogar las leyes homofóbicas que venían de la era colonial. En el continente se destacan las multitudinarias marchas del orgullo en varias ciudades de Sudáfrica, donde se realizó la primera en Johannesburgo en 1990. En 2015, 70 personas realizaron la primera marcha del orgullo en Uganda, un país con leyes y una cultura fuertemente homofóbica. En 2018 unas 200 personas participaron de la primera marcha del orgullo en el campo de refugiados de Kakuma, en Kenia, el más grande del mundo, caracterizado por su alto nivel de violencia y homofobia. En 2018 se realizó, con aprobación del gobierno, la primera marcha del orgullo en Swazilandia, un país en el que las leyes contra la homosexualidad provienen de la era colonial. En Angola se organizó en 2019 por primera vez un Festival del Orgullo, luego de que el gobierno autorizara la primera organización LGBT; la organización decidió realizar la primera marcha del orgullo en 2020. En Nigeria nunca se realizó una marcha del orgullo pero en 2019 el activista gay Bisi Alimi, organizó una pequeña reunión nocturna en las calles de Lagos, mediante una convocatoria selectiva, considerada por una parte de la comunidad como la primera marcha del orgullo. En Zimbabue nunca se realizó una marcha del orgullo, pero la comunidad LGBT participa indicando su nacionalidad en las marchas del orgullo de Sudáfrica, a la vez que cada año celebra públicamente, aunque dentro de un salón la elección de la Reina Drag Miss Jacaranda (Miss Jacaranda Queen Drag Pageant). Al mismo tiempo que Mozambique despenalizó la homosexualidad en 2015 mostrando una tendencia a liberalizar las relaciones LGBT, ninguna organización LGBT han recibido autorización para funcionar, impidiendo así la realización de marchas del orgullo y otros eventos LGBT. En Namibia se realizó la primera marcha del orgullo en 2017. En Zambia nunca hubo una marcha del orgullo, pero la creciente tolerancia de la sociedad hacia la diversidad sexual, ha llevado a que la comunidad LGBT debatiera hacia 2019 la oportunidad de lanzar la primera marcha.

### América Latina

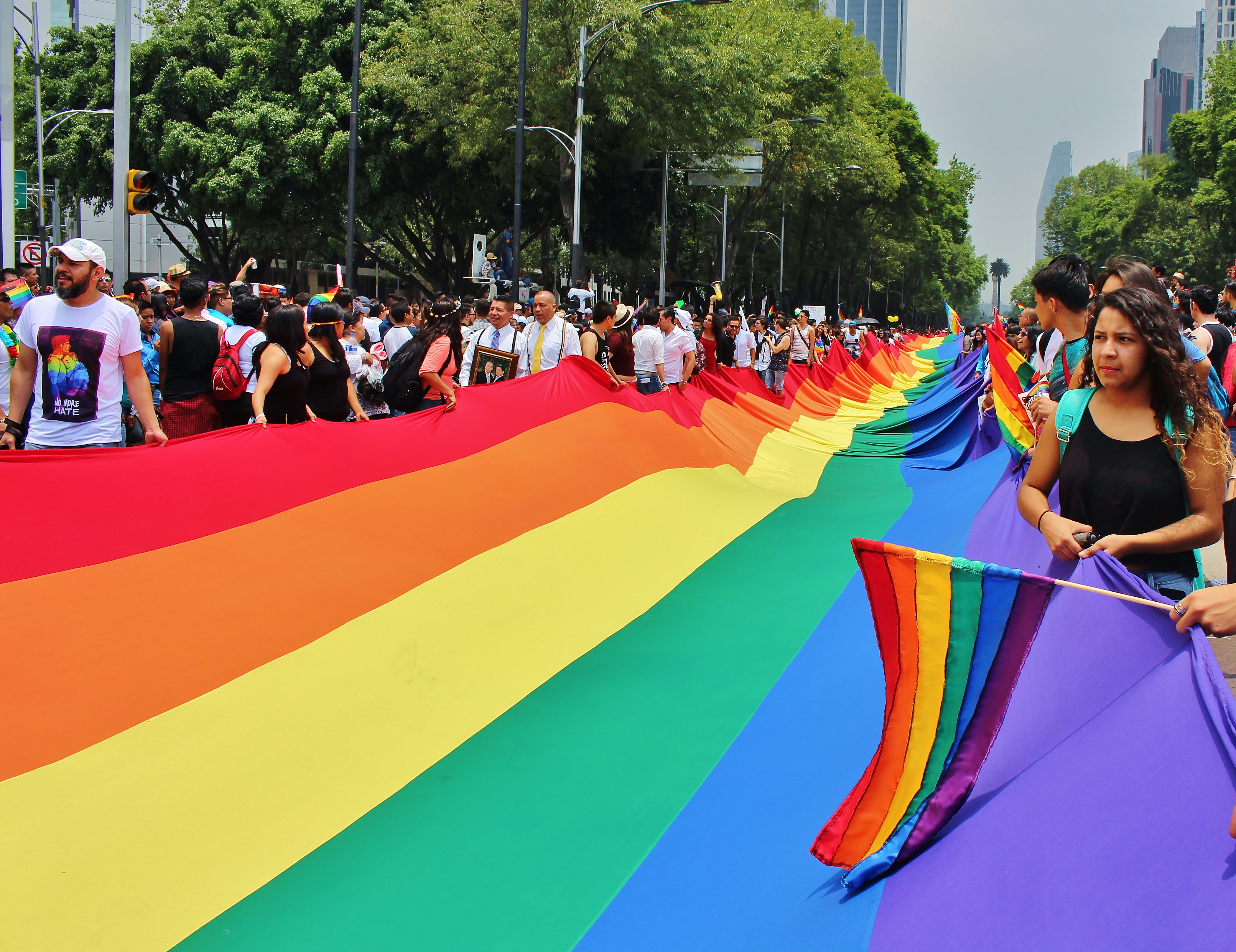
Bandera monumental presentada durante la Marcha del Orgullo CDMX 2016 en Ciudad de México

En América Latina las marchas del orgullo debieron enfrentar culturas conservadoras y muy influenciadas por la Iglesia Católica. Al iniciarse la década de 2020 en todos los países latinoamericanos se realizaban marchas del orgullo. Varios países y ciudades tienen marchas multitudinarias, como la Marcha del Orgullo LGBT de São Paulo, que ha superado las 2 millones de personas asistentes, la Marcha de la Diversidad de Buenos Aires que superó las 1.700.000 personas asistentes en su 32° edición de 2023, y la Marcha del Orgullo LGBT de Santiago de Chile, que se inició en 1999 y ha superado las 100 000 personas. En Montevideo se realiza desde 2005 la Marcha por la Diversidad de Uruguay con una convocatoria de unas 15 000 personas. En Perú se realiza desde 2002 la Marcha del Orgullo LGBT de Lima que ha alcanzado a convocar unas 10 000 personas. En Bolivia se celebran nutridas marchas del orgullo en La Paz, Santa Cruz de la Sierra, Cochabamba y otras ciudades. En Paraguay se realiza una marcha en Asunción, con unos 1000 asistentes. En Ecuador se realizan marchas del orgullo en Quito y Guayaquil desde 2009 -el primer intento en 2000 fue disuelto por la policía- y cada una reúne algo menos de 10 000 personas. En Colombia se realizan marchas del orgullo en una veintena de ciudades, siendo las más numerosas en 2019 la de Bogotá, donde se reunieron unas 90 000 personas y la de Medellín que reunió unas 40 000 personas. La Marcha del Orgullo de Caracas, Venezuela, se realiza desde 2000. En Panamá se realiza una nutrida marcha que ocupa la Vía Argentina, de la capital panameña,que en 2022 alcanzó los 15 000 participantes.
En Costa Rica se realiza la Marcha de la Diversidad de San José desde 2007, que alcanzó a convocar a 100 000 participantes en 2019. En Nicaragua se realiza una marcha del orgullo desde 2005, con una considerable asistencia. En El Salvador la marcha del orgullo comenzó a realizarse en 1997, llegando a reunir a 15 000 personas. En Guatemala la marcha se realiza desde el año 2000 con una asistencia de unas 5000 personas. México, que fue el primer país latinoamericano en hacer una marcha del orgullo, reunió en Ciudad de México unas 65 000 personas en 2019. En la República Dominicana se realiza la «caravana» del orgullo desde 2001, a la que asistieron 6 personas, alcanzando 300 vehículos y 10 000 personas en 2019. En Cuba se celebra desde 2008 la «Conga Anual del Orgullo»; en 2019 el gobierno no la autorizó por razones poco claras.

### Cuestionamientos y marchas alternativas
En los últimos años han aparecido críticas hacia las marchas y eventos del orgullo, debido a la mercantilización y la falta de inclusión de los grupos sociales más vulnerables, afectados por un nuevo fenómeno conocido como homonormatividad. Ello ha llevado al surgimiento de marchas y eventos del orgullo, que ponen el acento en la desigualdad y la exclusión, como la UK Black Pride (Orgullo Negro del Reino Unido), que se realiza un día después de la Marcha del Orgullo y se ha vuelto la mayor expresión pública de Europa para las personas LGBTQ con ascendencia africana, asiática, medio oriente, latinoamericano y caribeño. En el mismo sentido, en 2019 se realizó en Buenos Aires la primera Marcha del Orgullo LGBTQI Villera y Plurinacional.